# Grezzo 2
 『Grezzo 2』（グレッゾツー、イタリア語：Grezzo Due: Una Magica Avventura）は、イタリアのゲームデザイナー、ニコラ・ピロ（Nicola Piro）によって開発され、2012年にリリースされたファーストパーソン・シューティングゲーム。本作は1993年のゲーム『Doom』のトータルコンバージョンModであり、前身となる「Grezzo 1」の開発はピロが高校生だった2000年代初頭に始まっている。本作は、キリスト教を嫌う異教の農夫であるピロが宗教的現象の台頭を防ぐためにイエス・キリストを殺す内容となっており、プレイヤーはさまざまな武器を用いて敵を倒しながらステージを進んでいく。イタリア文化の有名な人物の多くがゲームに登場し、イタリアの社会的、政治的、宗教的な問題を非常に風刺している。
本作は2012年のリリース以来、冒涜的かつ下品で暴力的な内容から、イタリア国内外で反響を呼んだ。

## ゲームプレイ
『Doom』と同様に、本作においても出口を目指して危険な道を進んでいく仕組みとなっている。本作に登場する武器にはビール瓶、プラズマライフル 、 十字架ランチャー、教皇ベネディクト16世のデジタル化されたスプライトを発射する強力な大砲「Lanciaratzinger」などがあり、その多くは他のDoom Modから抜き出されたものである。NPCも同様に他のゲームやMODから抜き出したものが使われており、『カーマゲドン』に登場する見物客や『Blood』のカルトの秘密結社などが挙げられる。時々、プレイヤーは教皇ヨハネ・パウロ二世 、イエス・キリスト、神のようなキリスト教の著名な存在を描写した強力な「ボス」敵と戦う。 また、本作には無害なNPCも登場するが、プレイヤーは多くの場合、進行するために大量のNPCを虐殺する必要がある。

## あらすじ
主人公であるイタリアペルージャ出身の異教の農家ピロは、キリスト教の台頭を苦々しく思っていた。手始めに、彼は祖父母の銀婚式が行われる教会に乗り込み、殺戮を繰り広げ、死亡する。その後、あの世へ来た彼は、崇拝者のローブで飾られた短気で口汚い男として描かれた神によって裁かれる。プレイヤーの行動に応じて、ピロは戦って神を殺すか、戦いを避けて来世から逃れる。
地球に戻って無数の人を殺した後、ピロは幼少期のイエス・キリストを殺すことによってキリスト教の創造を阻止する計画を立てる。ピロは聖母マリアの子宮に潜入し、彼女が懐胎していたイエスを殺害する。卵がイエスが死んだ地点に現れ、ピロは彼の精液で受精させた。この卵から新しいピロが誕生し、聖母マリアから飛び出て彼女を殺す。生まれ変わったピロはバンジョーを引き出し、聖母マリアの側に立った三人の賢者のために曲を演奏する。

## 開発
本作の前身であるGrezzo 1は、ニコラ・ピロが高校の宗教の授業のコンピュータールームで開発したものである。ピロは友達の似顔絵をゲームに挿入し、学校全体に配布した。ピロによると、教師がその内容を知った後、ゲームはすぐに学校で禁止された。同作には内輪ネタが大量に含まれていたため、ピロはゲームを一般に公開しないことにした。『Grezzo 2』の開発には2年かかり、そのうち1年はピロがゲームの制作に利用するエディターとアセットの研究に専念していた。ピロが認めたところによると、Grezzo 2のコンテンツの多くは『Blood』や『Carmageddon』などの他のゲームから取得されている。ピロは自分のしたいことに合わせてコンテンツを頻繁に変更し、イタリアのポップカルチャーを参考にすることもしばしばあった。この趣旨のために、本作には多くの著名なイタリアの有名人や政治家が敵役として登場する。
ピロは本作を制作した動機について「どんな母親、どんな宗教団体でも怒らせる、下品で前代未聞のゲームを本当に作りたかった」と説明した。別のインタビューで、ピロは本作が彼の世界観を表現していると語った。「私にとって、世界はこのようなものだ。教皇は明らかにモンスターであり、敵であり、全てが過剰にとらえられている！」。Grezzo 2は、最新のオペレーティングシステムに対応し、Mod作成者に追加のアメニティを提供するDoomエンジンの改良版であるSkulltagで実行される。

## 反応と論争

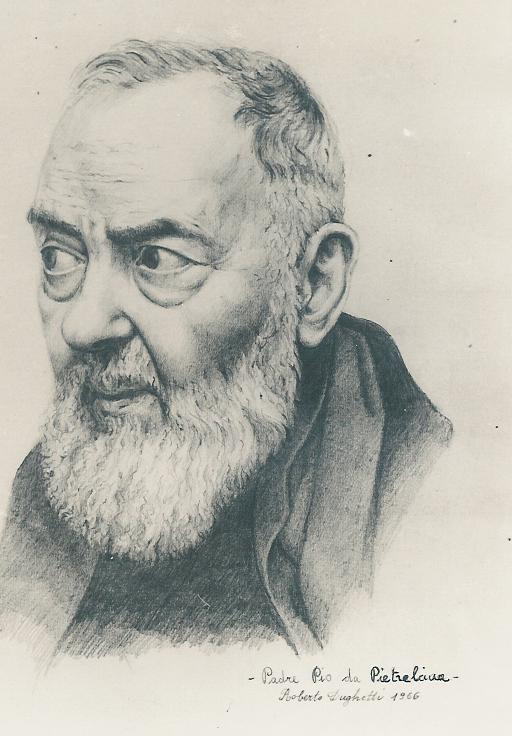
イタリアの司祭の聖ピオ神父は通常の敵だけでなく、専用ステージで一回限りの「ボス」キャラクターとしてGrezzo 2に登場する

本作の生々しい暴力、性的なコンテンツ、および宗教上の人物に対する不敬の結果、ゲームはメディアの大きな注目を集めた。多くのジャーナリストが本作の内容を冒とく的なものと特徴付けている。Kotaku編集者のパトリシア・ヘルナンデスは、このModの内容を「子供殺し、司祭殺し、バーニー殺し、マリオ殺し、仏陀殺し...本当に、ただ殺すだけであり、何も尊ばれない」と苦々しく説明した。2015年、コンピュータゲームのライブ動画配信サイトTwitchは、Grezzo 2を禁止ゲームのリストに追加し、ユーザーが同作を配信することを禁止した。
Grezzo 2は、 2012年のカコワードで栄誉賞を受賞し、レビュワーはゲームを「今年リリースされた最も精神病的なもの」と呼んだ一方で、過度の表現は「馬鹿馬鹿しすぎて素晴らしい」と賞賛した。

## レガシー
本作の後、Giochi Penosiはイタリアのトラッシュカルチャーの人物が数人登場する2D格闘ゲーム『Super Botte & Bamba II Turbo』を開発・公開した。2018年3月、Giochi PenosiはGrezzo 2の続編『GrezzoDue 2』（Raw Two 2）を発表した。

## ノート
1. ↑  In Italian: (Giochi Penosi - Videogiochi Balordi dal 2012, lit. Terrible Games - Ribald Video games since 2012)